# Coöperatieve Handelsvereniging
De Coöperatieve Handels Vereniging (CHV) is ontstaan als inkooporganisatie voor mengvoeders en kunstmest van de Noordbrabantse Christelijke Boerenbond (NCB). Ook van de aangesloten boeren kocht de CHV producten in, zoals granen die in de mengvoeders werden verwerkt.

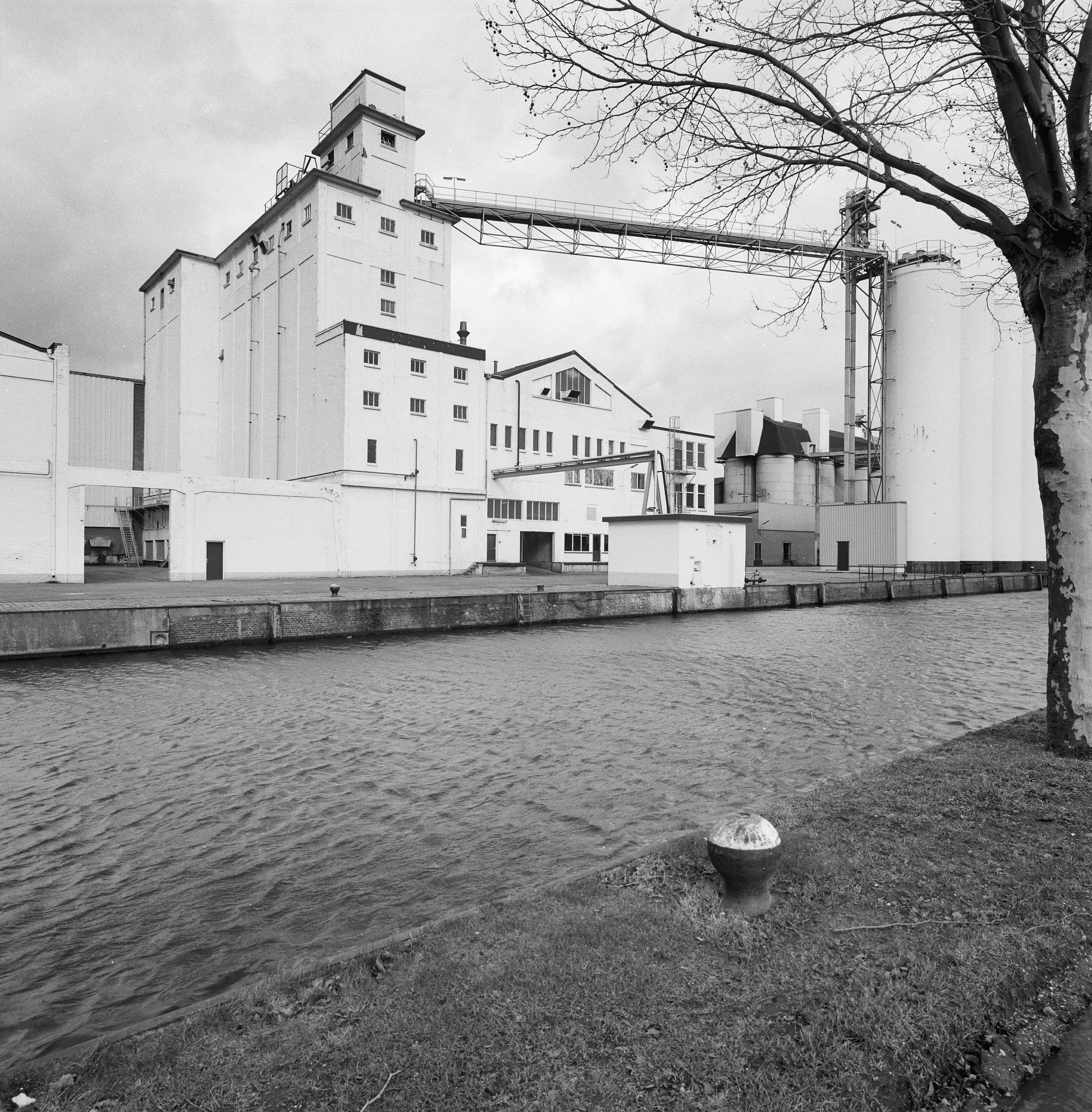
Het CHV-terrein met de in 1915 ontworpen graansilo, gezien vanaf de Zuidkade in Veghel, 1997

De wortels van de CHV lagen in de aankoopcommissie die door de NCB was opgericht om tegen scherpe voorwaarden in te kopen.
Als eerste had de Boerenbond van Deurne een eigen magazijn voor deze goederen. In 1906 waren er reeds 35 lokale afdelingen van de NCB met een dergelijke voorziening.
In 1911 werd de CHV opgericht die aanvankelijk slechts voor het oosten van de provincie Noord-Brabant was gedacht. Vanaf 1917 bestreek ze de gehele provincie. Eind 1920 waren er 180 afdelingen en 118 magazijnen, en in 1930 betrof het 247 afdelingen en 202 magazijnen.

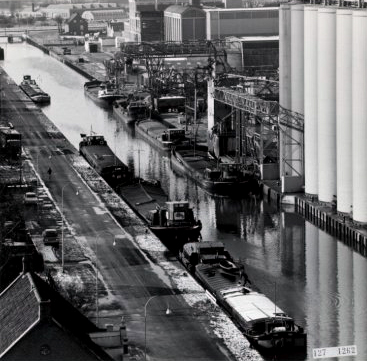
Oude binnenhaven van Veghel, omstreeks 1960, met rechts de opslagsilo's van de CHV

Het hoofdkantoor van de snel groeiende CHV bevond zich aanvankelijk te Woensel, maar verhuisde al na enkele jaren naar Veghel, waar ook een mengvoederfabriek werd opgericht. Reeds in 1915 verrees te Veghel een zeer grote graansilo, ontworpen door Jan Wiebenga, de exponent van het "nieuwe bouwen". Architect Louis Kooken ontwierp de overige bebouwing rondom de graansilo. De graansilo is volledig gerenoveerd en heeft de status van Rijksmonument. De keuze voor Veghel had te maken met de gunstige verbindingen: via water, met de aanwezigheid van de Zuid-Willemsvaart, en via rail, met de spoorlijn het Duits Lijntje en de tramlijn van 's-Hertogenbosch naar Helmond.
Onder directeur Henk Mathot maakte de CHV een sterke groei door. In 1962 opende minister  Marijnen een nieuwe, grote veevoederfabriek.
Uiteindelijk zou Veghel uitgroeien tot een centrum van de voedingsmiddelenindustrie. Later veranderde de naam van de vereniging in Cehave. In 2003 fuseerde Cehave met de Limburgse zusterorganisatie Landbouwbelang tot Cehave Landbouwbelang. In 2010 fuseerde Cehave Landbouwbelang met Agrifirm, een coöperatie met voornamelijk Noord-Nederland als werkgebied. De naam van het nieuwe bedrijf is Agrifirm; het logo is afkomstig van Cehave Landbouwbelang. Daarmee nam Cehave Landbouwbelang afscheid van Veghel als vestigingsplaats: het in 2012 geopende hoofdkantoor van Agrifirm staat in Apeldoorn.

## Varia
De opgeheven Duitse Lijntje, een spoorlijn die vroeger van Boxtel via Gennep naar Wesel in Duitsland liep, werd tot 2004 nog incidenteel gebruikt om goederen van en naar de mengvoederfabriek van Cehave te Veghel te brengen.

## Fotogalerij
- Bioscoopjournaal uit 1962. Marijnen opent een veevoederfabriek aan de Zuid-Willemsvaart te Veghel.